# Pargny-lès-Reims
Pargny-lès-Reims ist eine französische Gemeinde mit 496 Einwohnern (Stand: 1. Januar 2022) im Département Marne in der Region Grand Est (vor 2016: Champagne-Ardenne). Sie gehört zum Arrondissement Reims und zum Kanton Fismes-Montagne de Reims.

## Geographie
Pargny-lès-Reims liegt etwa acht Kilometer südwestlich von Reims. Umgeben wird Pargny-lès-Reims von den Nachbargemeinden Coulommes-la-Montagne im Norden und Westen, Ormes im Osten und Nordosten, Les Mesneux im Osten, Jouy-lès-Reims im Süden und Südosten sowie Bouilly im Süden und Südwesten.

## Bevölkerungsentwicklung
| Jahr                       | 1962 | 1968 | 1975 | 1982 | 1990 | 1999 | 2006 | 2018 |
| Einwohner                  | 252  | 334  | 284  | 353  | 352  | 340  | 321  | 469  |
| Quellen: Cassini und INSEE |      |      |      |      |      |      |      |      |

## Sehenswürdigkeiten

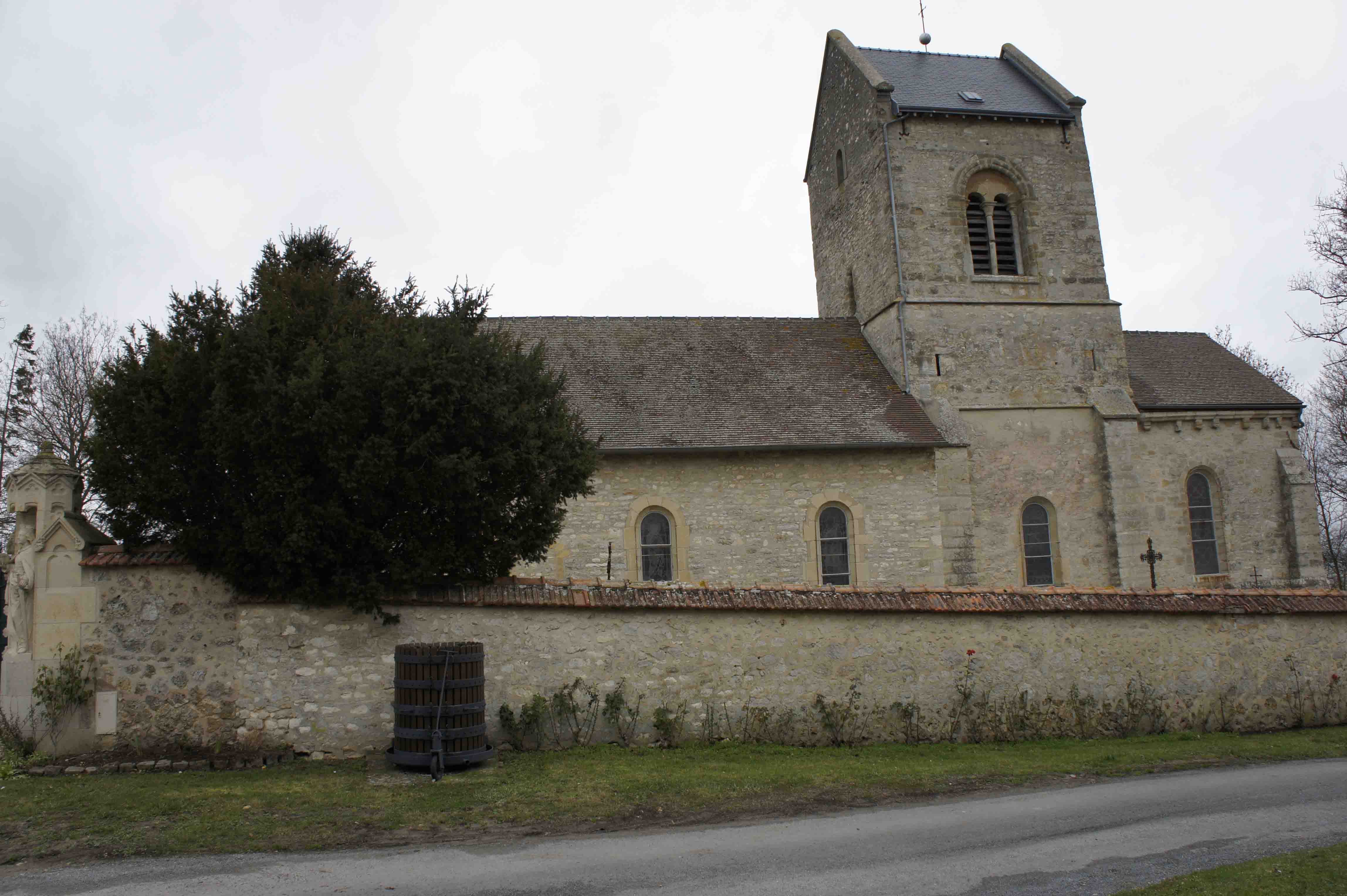
Kirche Saint-Martin

- Kirche Saint-Martin